# Leonid Bitxevin
Leonid Bitxevin   (Klimovsk, 27 de desembre de 1984) és un actor de cinema i teatre rus.

## Trajectòria
Leonid Bitxevin va néixer a Klimovsk, a l'óblast de Moscou de la República Socialista Federativa Soviètica de Rússia. En la seva joventut es va dedicar a la música i tocava la guitarra en un grup. A més, des de petit tenia un cavall i practicava l'equitació. Després del novè grau de l'escola, va decidir dedicar-se a la cria de cavalls i va matricular-se a l'escola agrícola de Kolomna.
Tanmateix, el 2006 es va graduar a l'Institut Dramàtic Borís Sxukin, i just després va ser admès a la companyia del Teatre Acadèmic Estatal Vakhtàngov. És conegut sobretot pels seus papers a les pel·lícules Cargo 200 i Morphia d'Alexei Balabànov. Bitxevin és membre del Teatre Vakhtàngov des del 2006, i ha participat en obres com Cyrano de Bergerac, El perro del hortelano, Troilos i Crèssida, Amphitryon i Measure for measure.